# Infracrveno zračenje
Infracrveno zračenje (lat. infra: ispod; kratica IR od eng. infrared) je elektromagnetsko zračenje valnih duljina približno između 0,8 μm i nekoliko stotina mikrometara. Otkrio ga je 1800. F. W. Herschel, zapazivši da u spektru Sunčeva zračenja, dobivenom s pomoću optičke prizme, najvišu temperaturu pokazuje područje koje se nastavlja na crveni dio vidljivoga spektra. Za ljudsko oko to je zračenje nevidljivo, ali se može osjetiti na koži kao osjećaj topline. Glavnina zračenja elektromagnetskih valova ljudskoga tijela je u infracrvenom području. Infracrveno zračenje nastaje kao posljedica sudara čestica pri pravocrtnom (translacijskome) gibanju, pri vibracijama kristalne rešetke čvrstih tijela kao i pri vibracijama i rotacijama kemijski vezanih atoma i atomskih skupina u molekulama organskih tvari i plinova, i to na svim temperaturama višima od apsolutne nule. Bogati su izvori takva zračenja sva užarena tijela (toplinsko zračenje), oko polovice Sunčeva zračenja emitira se u infracrvenome području.
Infracrvene zrake zovu se također toplinske zrake. One donose toplinu sa Sunca i vrlo su važne za život na Zemlji. Za toplinske zrake vrijede isti osnovni zakoni optike, koji vrijede i za zrake obične svjetlosti. Neka tijela propuštaju toplinske zrake, a neka ih apsorbiraju. Tijela, koja propuštaju toplinske zrake ne mogu se od njih ugrijati i zovu se dijatermna. Tijela, koja pak ne propuštaju toplinske zrake, od njih se ugriju i zovu se atermna.

## Pregled
Infracrvena termografija ili termalno snimanje se dosta koristi u vojne i civilne svrhe. Vojna primjena uključuje za aktivno otkrivanje ciljeva u mraku, praćenje i otkrivanje neprijatelja, te za praćenje ciljeva na projektilima. Civilne primjene uključuju proučavanje stupnja termičkog iskorištenja objekata, daljinsko mjerenje temperature, bliske bezžične komunikacije, spektroskopiju i vremensku prognozu. Infracrvena astronomija koristi teleskope s IC osjetilima za otkrivanje područja koja su prekrivena prašinom, kao što su molekularni oblaci, za otkrivanje planeta i za gledanje objekata s velikim crvenim pomakom, koji potječu iz vremena nastajanja svemira.
Ljudsko tijelo normalno zrači s valnim duljinama otprilike 12 μm, kao što se može izračunati iz Wienovog zakona pomaka.
Spektroskopija infracrvenog zračenja (IR spektroskopija) koristi infracrveno zračenje kao medij proučavanja, koje emitiraju molekule zahvaljujući svojim vibracijama. Apsorbiranjem infracrvenog zračenja molekulske vibracije se pobuđuju, pa molekule počinju jače vibrirati. Zbog toga se infracrvena spektroskopija, zajedno s ramanovom spektroskopijom zove vibracijska spektroskopija. Slobodni atomi ne emitiraju infracrveno zračenje. Svaka molekula ima karakteristične vibracije, koje ovise o čvrstoćama veza i masama dijelova molekula koje vibriraju.

## Različita područja infracrvenog zračenja
Infracrveno zračenje obuhvaća širok raspon elektromagnetskog zračenja, a kako osjetila pokrivaju samo određena područja IC spektra, postoje razne podjele koje detaljnije određuju područja. 

### Podjela prema CIE
Međunarodna komisija za rasvjetu (CIE – franc. Commission internationale de l'éclairage) dijeli infracrveno zračenje u 3 područja:
- IC – A: 700 nm–1400 nm (0,7 µm – 1,4 µm)
- IC – B: 1400 nm–3000 nm (1,4 µm – 3 µm)
- IC – C: 3000 nm–1 mm (3 µm – 1000 µm)

Ipak, najčešće se infracrveno zračenje dijele na 5 područja:
- Blisko infracrveno područje: (0,7 µm – 1,4 µm), to je područje određeno s apsorpcijom vodene pare. Obično se koristi za optička vlakna u telekomunikacijama, zbog malih gubitaka prigušenja silicijevog dioksida (SiO2). Za aktivno otkrivanje ciljeva u mraku, ovo je područje vrlo osjetljivo i koriste za naočale za noćno promatranje.
- Kratkovalno infracrveno područje: (1,4 µm – 3 µm), to je područje gdje se apsorpcija vodene pare jako povećava, na valnoj duljini 1450 nm. Područje od 1530 do 1560 nm je vrlo važno područje za telekomunikacije na velikim udaljenostima.
- Srednjevalno infracrveno područje: (3 µm – 8 µm), to je područje značajno što ima “atmosferski prozor” ili područje u kojem niti jedan staklenički plin ne upija Sunčevo toplinsko zračenje.
- Dugovalno infracrveno područje: (8 µm – 15 µm), to je područje “termalnog snimanja”, gdje se mogu dobiti najbolje IC slike, kada nema svjetlosti Sunca ili mjeseca.
- Daleko infracrveno područje: (15 µm – 1000 µm), to je područje značajno za daleki infracrveni laser.

### Podjela prema ISO 20473
Međunarodna organizacija za standardizaciju u svom standard ISO 20473 dijeli infracrveno zračenje dijele na 3 područja:
| Oznaka                       | Kratica | Valna duljina |
| ---------------------------- | ------- | ------------- |
| Blisko infracrveno područje  | NIR     | 0,78 - 3 µm   |
| Srednje infracrveno područje | MIR     | 3 - 50 µm     |
| Daleko infracrveno područje  | FIR     | 50 - 1000 µm  |

### Astronomska podjela infracrvenog zračenja
Astronomi dijeli infracrveno zračenje dijele na 3 područja:
| Oznaka                            | Kratica | Valna duljina            |
| --------------------------------- | ------- | ------------------------ |
| Blisko infracrveno područje       | NIR     | (0,7-1) do 5 µm          |
| Srednje infracrveno područje      | MIR     | 5 do (25-40) µm          |
| Daleko infracrveno područje       | FIR     | (25-40) do (200-350) µm. |
| Podmilimetarsko infracr. područje | THz     | 100 do 1000 µm (1 mm).   |

### Podjela prema elektronskim osjetilima
Infracrveno zračenje se može podijeliti prema raznim elektronskim osjetilima, koji imaju odziv u tim područjima:
- Blisko infracrveno područje: (0,7 µm – 1,0 µm), to je područje od kraja osjeta ljudskog oka do odziva silicija.
- Kratkovalno infracrveno područje: (1,0 µm – 3 µm), to je područje od odziva silicija do područja “atmosferskog prozora”. To područje pokriva poluvodič InGaAs na valnoj duljini oko 1,8 µm, a manje su osjetljive olovne soli.
- Srednjevalno infracrveno područje: (3 µm – 5 µm), to je područje “atmosferskog prozora”, i pokrivaju ga poluvodiči InSb, HgCdTe i djelomično PbSe.
- Dugovalno infracrveno područje: (8 µm – 12 µm ili 7 µm – 14 µm), pokrivaju ga poluvodiči HgCdTe i mikrobolometri.
- Vrlo dugovalno infracrveno područje: (12 µm – 30 µm), pokriva ga silicij s primjesama.

### Podjela prema telekomunikacijskim područjima
Infracrveno zračenje se dijeli u komunikacijama s optičkim vlaknima u 7 pojaseva:
| Pojas   | Opis           | Raspon valnih duljina |
| ------- | -------------- | --------------------- |
| O pojas | Izvorni        | 1260–1360 nm          |
| E pojas | Prošireni      | 1360–1460 nm          |
| S pojas | Kratkovalni    | 1460–1530 nm          |
| C pojas | Osnovni        | 1530–1565 nm          |
| L pojas | Dugovalni      | 1565–1625 nm          |
| U pojas | Jako dugovalni | 1625–1675 nm          |

C – pojas prevladava za telekomunikacijske mreže na velike udaljenosti.

## Toplinsko zračenje
Infracrveno zračenje se često naziva toplinsko zračenje, jer mnogi vjeruju da toplina dolazi od IC zračenja. Ali to je zabluda, budući i da ostalo elektromagnetsko zračenje, čak i svjetlost, griju površine, koje ga upijaju. Infracrveno zračenje sa Sunca doprinosi oko 49%  zagrijavanju Zemlje, dok ostalo je u vidljivom dijelu spektra i manji dio, oko 3% u ultraljubičastom dijelu spektra. Objekti koji imaju sobnu temperaturu, zrače u IC području, uglavnom od 8 do 25 µm valne duljine.
Toplina je energija koja će ostvariti prijenos topline, ako postoji razlika temperatura. Toplina se može prenijeti kondukcijom topline ili provodljivošću, konvekcijom ili prenošenjem topline, i elektromagnetskim zračenjem, a to je jedini način kako se može prenijeti toplina u vakuumu. 
Pojam emisivnosti je vrlo važan za razumijevanje infracrvenog zračenja nekog objekta. To svojstvo materije uspoređuje toplinsko zračenje nekog objekta s toplinskim zračenjem idealnog crnog tijela. Drugim riječima, dva objekta koja imaju istu temperaturu, neće se pojaviti s jednakim intenzitetom na termalnoj slici; onaj koji ima veću emisivnost, će biti intenzivniji.

## Primjena
Infracrvene grijalice služe za zagrijavanje prostorija, u medicini za dubinsko grijanje (na primjer paranazalnih sinusa ili dubokih infiltrata), u industriji za sušenje boja i lakova, a područja su primjene infracrvenoga zračenja meteorologija, mikroskopija, daljinsko upravljanje, sigurnosni i alarmni sustavi i slično. Infracrveno zračenje dijelom se apsorbira prolaskom kroz vodenu paru, ozon i ugljikov dioksid u atmosferi, ali se obično mnogo lakše probija kroz sredstva koja inače raspršuju vidljivo zračenje (sumaglica, zagađena atmosfera, međuzvjezdana prašina). Na tome se temelji primjena infracrvene fotografije (prvu snimio W. D. W. Abney, 1880.), koja osim toga omogućuje snimanje predmeta čak i u potpunome mraku na temelju razlike u toplini pojedinih dijelova predmeta. Zato se ona široko primjenjuje: u vojne svrhe (za pronalaženje i snimanje predmeta, osobito u mraku), u medicini (za lokalizaciju upalnih procesa i tumora), u industriji (defektoskopija), astronomiji (infracrvena astronomija), kriminalistici, u istraživanju starih umjetnina (za otkrivanje slika ispod površinskoga sloja boje), u daljinskim istraživanjima snimanjem iz zrakoplova ili satelita, npr. u geologiji za otkrivanje rudnih nalazišta. Spektrometrija infracrvenoga zračenja jedna je od najjačih instrumentalnih tehnika za proučavanje građe molekula i strukture tvari, osobito u analizi organskih spojeva.

### Noćno gledanje
Uređaji s noćno gledanje nam služe kada nemamo dovoljno svjetla za normalno gledanje. Ovi uređaji rade postupkom pretvaranja svjetlosnih fotona u elektrone, koji se zatim pojačavaju, kemijskim ili električnim postupcima, i zatim ponovo pretvaraju natrag u vidljive fotone. Noćno gledanje ne treba miješati s infracrvenom termografijom, koja stvara slike na osnovi razlike temperature različitih objekata.

### Infracrvenom termografijom
Infracrvena termografija, termalno snimanje, termografsko snimanje, ili termalni video, je tip znanosti infracrvenog snimanja. Termografske kamere opažaju zračenje u infracrvenom pojasu elektromagnetskog spektra (ugrubo 0,9-14 μm) i stvaraju snimke tog zračenja koje nazivamo termogramima.
Kako infracrveno zračenje emitiraju sva tijela ovisno o njihovoj temperaturi, prema zakonu zračenja crnog tijela, termografija omogućava „gledanje“ okoline bez vidljivog osvjetljenja. Količina zračenja se povećava s temperaturom, stoga termografija omogućava da vidimo promjene temperature (otuda i ime termografija). Gledani termografskom kamerom, topli predmeti se dobro ističu u odnosu na hladniju pozadinu; ljudi i druge toplokrvne životinje postaju lako vidljivi u odnosu na okoliš, danju i noću. S toga ne čudi da se široka upotreba termografije povijesno veže uz vojsku i uz službe osiguranja.

### Ostale vrste slikanja
Infracrvena fotografija, infracrveni filteri služe da se uslikaju slike u bliskom infracrvenom području. Digitalni fotoaparati koriste često infracrvene “blokere”, dok jeftiniji digitalni fotoaparati i kamere na mobilnim telefonima, “vide” sjajne ljubičasto-bijele mrlje u bliskom infracrvenom području. Novija tehnologija, koja je još u razvoju, je slikanje u području valne duljine terahertz. 

### Navođenje projektila
Navođenje projektila koristi elektromagnetsko zračenje u infracrvenom području za praćenje ciljeva i uništavanje. U 25 godina ratovanja, 90% vojnih gubitaka SAD u opremi je bilo zbog projektila s infracrvenim navođenjem.

### Grijanje
Infracrveno zračenje se može koristiti i za grijanje. Na primjer, koristi se često u saunama, gdje se postavljaju infracrvene grijalice. Koristi se i za odleđivanje krila zrakoplova, kada treba ukloniti led prije polijetanja. U zadnje vrijeme se koristi i u terapijama grijanjem. Infracrveno zračenje se koristi i za kuhanje i pripremanje hrane. 
Infracrveno zračenje ima i industrijsku primjenu, kao za sušenje premaza boje, oblikovanje plastika, žarenje, zavarivanje plastike. Najbolji rezultati se postižu kada grijači imaju valnu duljinu istu kao i apsorpcione linije materijala, koji se grije. 

### Komunikacije
Infracrveni prijenos podataka se koristi na malim udaljenostima između računala i osobnih digitalnih pomoćnih uređaja. Daljinsko upravljanje koristi infracrvene svjetleće diode, da bi emitirale infracrveno zračenje, koje je sabijeno u žarište s plastičnim lećama, da bi se dobila uska zraka. Zraka se modulira, gasi i pali, da bi se podaci kodirali. Prijemnik koristi silicijevu fotodiodu, da bi pretvorio infracrveno zračenje u električnu struju. Infracrveno zračenje ne prolazi kroz zidove, i ne ometa uređaje u drugim prostorijama. 
Ponekad se umjesto ukopavanja optičkih vlakana za prijenos podataka, koriste infracrveni laseri, pogotovo u gusto naseljenim mjestima. Infracrveni laseri se mogu koristiti i za prijenos podataka kroz optička vlakna, pogotovo na valnim duljinama 1 330 nm ili 1 550 nm, jer je to najbolji izbor za silicijev dioksidna optička vlakna. 

### Spektroskopija
Spektroskopija infracrvenog zračenja (IR spektroskopija) koristi infracrveno zračenje kao medij proučavanja, koje emitiraju molekule zahvaljujući svojim vibracijama. Apsorbiranjem infracrvenog zračenja molekulske vibracije se pobuđuju, pa molekule počinju jače vibrirati. Zbog toga se infracrvena spektroskopija, zajedno s ramanovom spektroskopijom zove vibracijska spektroskopija. Slobodni atomi ne emitiraju infracrveno zračenje. Svaka molekula ima karakteristične vibracije, koje ovise o čvrstoćama veza i masama dijelova molekula koje vibriraju. Ta činjenica daje infracrvenoj spektroskopiji velike analitičke mogućnosti jer je moguće odrediti od kojih se funkcionalnih skupina molekula sastoji. Kako svaka molekula ima različiti infracrveni spektar, infracrvena spektroskopija se koristi pri identifikaciji tvari. Kako je toplinska energija molekula veća od energije vibracija, infracrveno zračenje emitiraju objekti zahvaljujći svojoj toplinskoj energiji. Valna duljina emitiranog zračenja ovisi o temperaturi prema zakonu crnog tijela.

### Meteorologija
Meteorološki sateliti, opremljeni s radiometrima, stvaraju toplinske i infracrvene slike, na kojima uvježbani meteorolog može odrediti vrstu i visinu oblaka, temperature vodenih površina i zemlje i da odredi promjene u oceanima. Radiometri rade uglavnom u području od 10,3 do 12,5 µm.

### Klimatologija
Za klimatologiju, promatraju se atmosfersko infracrveno zračenje, da bi se otkrila izmjena energije između Zemlje i atmosfere. Koristi se i u procjeni globalnog zatopljenja i Sunčevog toplinskog zračenja. Pirgometar je instrument koji radi u području od 4,5 do 100 μm i njime se promatraju zračenja oblaka, CO2 i drugih stakleničkih plinova. Mjeri s površine Zemlje u atmosferu. Sadrži termoelektrični detektor zastićenim s filterom, prozirnim za velike valne duljine, dok ne propušta vidljivi dio spektra (“silicijski prozor”). 

### Astronomija
Astronomi promatraju svemirske objekte u infracrvenom području elektromagnetskog spektra, sa svim dijelovima za optičke teleskope, uključujući ogledala, leće i detektore. Zbog toga se obično svrstava kao dio optičke astronomije. Da bi dobili slike u infracrvenom spektru, dijelove trebaju biti pažljivo zastićeni, a detektori se obično hlade s tekućim helijem. 
Osjetljivost infracrvenih teleskopa na Zemlji je znatno ograničena zbog vodene pare u atmosferi, koja upija dio infracrvenog spektra, koji dolazi iz svemira, osim u područjima “atmosferskih prozora”. Zbog toga je bolje infracrvene teleskope smjestiti na velike nadmorske vine, postaviti ih u balone na vrući zrak ili u avione. 
Infracrveni teleskopi su korisni za astronome, jer hladni i tamni molekularni oblaci plina i prašine zamagljuju pogled na mnoge zvijezde. Infracrveni teleskopi se isto koriste za promatranje protozvijezda, prije nego počnu emitirati svjetlost. Budući da zvijezde vrlo malo emitiraju u infracrvenom području, moguće je otkriti reflektiranu svjetlost s planeta. 
Infracrveni teleskopi se koriste i za promatranje jezgri aktivnih galaksija, koje su obično zamagljene plinovima i prašinom. Daleke galaksije s crvenim pomakom, imaju dio spektra pomaknut na veće valne duljine, tako da se najbolje vide u infracrvenom području. 

### Povijest umjetnosti
Infracrveni reflektogrami, kako ih nazivaju povjesničari umjetnosti, služe za otkrivanje skrivenih slojeve boje na umjetničkim slikama. To im služi da otkriju da li je slika original ili kopija, ili ako je slika izmijenjena s restauratorskim radovima. Infracrveni uređaji su korisni i kod otkrivanja starih spisa, kao što su “Svitci s Mrtvog mora” ili spisi pronađeni u Mogao špilji. 

### Biološki sistemi
Postoje životinje koje imaju osjetila za infracrveno zračenje, kao što su zmije jamičarke, kržljonoške, vampirski šišmiši, razni kornjaši, neki leptiri i bube. 

### Zaštita na radu
U nekim industrijama, postoji opasnost od utjecaja infracrvenog zračenja na oči i vid, i zato je potrebno nositi zaštitne naočale s IC filterima. 

## Zemlja i infracrveno zračenje
Zemljina površina i oblaci upijaju vidljivo i nevidljivo zračenje sa Sunca i ponovno emitiraju veliki dio energije u infracrvenom dijelu spektra, nazad u atmosferu. Neke čestice u atmosferi, uglavnom kapljice vode i vodene pare, ali i ugljikov dioksid, metan, dušični oksid, sumporov heksafluorid i klorfluorugljik (CFC), upijaju taj dio infracrvenog zračenja i ponovno ih zrače u svim smjerovima na Zemlju. Na taj način, efekt staklenika grije atmosferu i površinu Zemlje, na veće temperature, nego da nema infracrvenog zračenja. 

## Povijest
Otkriće infracrvenog zračenja se pripisuje Wilhelmu Herschelu, astronomu iz 19. stoljeća, koji je objavio rad vezan za infracrveno zračenje 1800. Koristio je prizmu da bi stvorio lom ili refrakciju svjetlosti sa Sunca i otkrio je povećanje temperature na termometru, u nevidljivom dijelu infracrvenog područja. Bio je iznenađen i nove zrake je nazvao “toplinske” zrake. 